# Народный артист Эстонской ССР
Народный артист Эстонской ССР и Народный художник Эстонской ССР (эст. Eesti NSV rahvakunstnik) — почётные звания Эстонской ССР. Присваивались Президиумом Верховного Совета Эстонской ССР лицам, имеющим особые заслуги в культурном строительстве Эстонской ССР: «за высокое мастерство, создание высокоидейных и ценных в художественном отношении произведений или за особо выдающиеся заслуги в развитии эстонского советского искусства и народного искусства» (Положение о государственных наградах Эстонской ССР от 14 марта 1989 года). 
Звание «народный артист Эстонской ССР» присуждалось с 1941 года выдающимся деятелям искусства, особо отличившимся в деле развития театра, музыки и кино. 
Звание «народный художник Эстонской ССР» было учреждено в 1961 году и присваивалось деятелям изобразительного искусства, имеющим особые заслуги в развитии живописи, скульптуры, графики, декоративного и прикладного искусства.
Звания присваивались после присвоения званий «заслуженный артист Эстонской ССР» или «заслуженный деятель искусств Эстонской ССР» и, как правило, не ранее чем через пять лет после них. Следующей, наивысшей степенью признания заслуг было присвоение званий «народный артист СССР» и «народный художник СССР».
После распада Советского Союза в  Эстонии выдвигались предложения об учреждении званий «Народный артист Эстонской республики» («Народный художник Эстонской республики») вплоть до того, чтобы аналогичные звания были учреждены в Европейском Союзе, но прозвучали они на неофициальном уровне. Ответной реакции от правительства не последовало.

## Народный артист Эстонской ССР
Первым обладателем звания «народный артист Эстонской ССР» в 1942 году стал Антс Лаутер — актёр, театральный режиссёр, мастер художественного слова (чтец), педагог. 
По состоянию на 1 июля 1979 года звание «народный артист Эстонской ССР» получили 93 человека. Всего этого звания были удостоены 135 человек.
Последними награждёнными званием «народный артист Эстонской ССР» в 1990 году стали Рейн Мальмстен (1942—1993) — актёр театра и кино, и Лейли Таммель (р. 1943) — оперная певица (меццо-сопрано).

## Народный художник Эстонской ССР
Звание «народный художник Эстонской ССР» первым получил живописец Аугуст Янсен в 1956 году.
По состоянию на 1 июля 1979 года звание «народный художник Эстонской ССР» получили 20 человек. Всего этого звания были удостоены 32 человека.
Последним награждённым званием «народный художник Эстонской ССР» в 1990 году стал театральный художник и карикатурист Яак Ваус (1946—2022).

## Комментарии
1. ↑  Два разных на русском языке звания на эстонский язык переводятся одинаково.